# Вулиця Івана Франка (Мелітополь)
Вулиця Івана Франка — вулиця в Мелітополі. Починається від перехрестя з вулицею Пожарського і вулицею Бєлікіна і закінчується перехрестям з Польовою вулицею.

## Назва
Вулиця названа на честь українського поета, письменника і громадського діяча Івана Франка (1856—1916).
Поруч знаходяться однойменні 1-й провулок Івана Франка та 2-й провулок Івана Франка.

## Історія
Вулиця вперше згадується 17 січня 1939 як вулиця Кагановича. 29 жовтня 1957 року перейменована на вулицю Івана Франка.
9 квітня 1964 року вулиця була подовжена на північ, і нова частина отримала назву «вулиця Івана Франка-Північна».
18 серпня 1966 року вулиця Івана Франка-Північна була включена в склад вулиці Івана Франка.